# Битка код Портобела
Битка код Портобела вођена је 21. новембра 1739. године између британске и шпанске флоте. Део је Рата за Џенкинсово уво, а завршена је победом британске флоте.

## Битка
Британска ескадра (6 линијских бродова, 200 војника) под командом адмирала Едварда Вернона, напала је Портобело 21. новембра 1739. године. Вернон је, уз подршку артиљеријске ватре са 3 линијска брода, искрцао десантни одред који је заузео утврђење на улазу у залив. Преостала 3 брода добила су задатак да уплове у Портобело и отворе ватру на сам град. Сутрадан се град предао без борбе. Опљачкавши Портобело, Вернон се повукао на Јамајку.